# تازه آباد (مقاطعة دورة)
تازه‌آباد (بالفارسية: تازه‌آباد) هي قرية تقع في قسم كشكان الريفي (مقاطعة دورة) في إيران. يقدر عدد سكانها بـ 43 نسمة .